# Jan XVIII
Jan XVIII (łac. Ioannes XVIII, właśc. Giovanni Fasano, Phasianus), (ur. w Rzymie, zm. w 1009 tamże) – papież w okresie od 25 grudnia 1003 do czerwca 1009.

## Życiorys
Miał przydomek Fasanus (Kogut), a jego rodzice nosili imiona Ursus i Stefania. Przed wyborem na Stolicę Piotrową był kardynałem-prezbiterem bazyliki św. Piotra, zaś jego elekcji dokonano przy wsparciu Jana Krescencjusza, przywódcy antycesarskiej opozycji w Rzymie, z którym mógł być spokrewniony.
Mimo zależności od rodu Krescencjuszy, Jan podejmował się działań reformacyjnych w Kościele – m.in. w 1004 roku przywrócił, usunięte wcześniej przez Benedykta VII, arcybiskupstwo Merseburga, a w 1007 utworzył biskupstwo w Bambergu. Dokonał kanonizacji Pięciu Braci Męczenników i przesłał paliusze arcybiskupowi Canterbury Alphege'owi i arcybiskupowi Trewiru Megingaudusowi.
W nieznanych okolicznościach – prawdopodobnie przymuszony, zrezygnował z godności papieskiej i osiadł w klasztorze benedyktyńskim przy bazylice św. Pawła za Murami, gdzie wkrótce zmarł i został pochowany.